# Herpolirion novae-zelandiae
Herpolirion novae-zelandiae är en grästrädsväxtart som beskrevs av Joseph Dalton Hooker. Herpolirion novae-zelandiae ingår i släktet Herpolirion och familjen grästrädsväxter. Inga underarter finns listade i Catalogue of Life.